# Ruta de Rhode Island 5
La Ruta de Rhode Island 5, y abreviada R.I. 5 (en inglés: Rhode Island Route 5) es una carretera estatal estadounidense ubicada en el estado de Rhode Island. La carretera inicia en el Norte desde la  US 1  en Warwick hacia el Sur en la Central Street en Millville, Massachusetts. La carretera tiene una longitud de 41,8 km (26 mi).

## Historia
Anteriormente la Ruta 5 se llamaba Ruta 1C a lo largo de las 3.0 millas (4.8 km) entre su extremo sur en la U.S. Route 1 (New England Interstate Route 1 antes de 1926) y Ruta 2 (originalmente como Ruta 1A). Fue renumerada a Ruta 5 y extendida más hacia el norte en 1934.

## Mantenimiento
Al igual que las autopistas interestatales, y las rutas federales y el resto de carreteras estatales, la Ruta de Rhode Island 5 es administrada y mantenida por el Departamento de Transporte de Rhode Island por sus siglas en inglés RIDOT.

## Cruces
La Ruta de Rhode Island 5 es atravesada principalmente por la  RI 2  en Cranston
 US 6  en Johnston
 US 44  en Smithfield
 RI 102  , RI 146A  en North Smithfield.
| Condado    | Pueblo   | Milla                     | Destinos                                    | Notas                                                                    |
| ---------- | -------- | ------------------------- | ------------------------------------------- | ------------------------------------------------------------------------ |
| Kent       | Warwick  | 0.00                      | US 1 (Veterans Memorial Drive)              | Terminal sur de la Ruta 5                                                |
| Kent       | Warwick  | RI 113 (East Avenue) I 95 |                                             |                                                                          |
| Providence | Cranston |                           | RI 2 (New London Avenue) RI 33              |                                                                          |
| Providence |          |                           | Cranston Street                             | Rotonda                                                                  |
| Providence |          | RI 12 (Phenix Avenue)     |                                             |                                                                          |
| Providence |          | RI 14 (Plainfield Street) |                                             |                                                                          |
| Providence |          | US 6                      |                                             |                                                                          |
| Providence |          | US 6A (Hartford Avenue)   |                                             |                                                                          |
| Providence |          |                           | Greenville Avenue                           | Ruta 5 gira a la izquierda en Greenville Avenue                          |
| Providence |          | US 44 (Putnam Pike)       |                                             |                                                                          |
| Providence |          |                           | RI 116 (Pleasant View Avenue)               | Inicia la ruta 116                                                       |
| Providence |          |                           | RI 104 (Farnum Pike)                        | Rutas 5 y 116 giran al norte en la Ruta 104                              |
| Providence |          |                           | RI 116 (George Washington Highway)          | Ruta 116 termina                                                         |
| Providence |          |                           | RI 7 sur (Douglas Pike)                     | Ruta 7 se une en vía concurrente                                         |
| Providence |          |                           | RI 7 norte (Douglas Pike)                   | Ruta 7 sale de la vía concurrente Routes 5 and 104 enter Greenville Road |
| Providence |          |                           | RI 104 este (Greenville Road)               | Ruta 104 sale de la vía concurrente Ruta 5 entra en el Providence Pike   |
| Providence |          |                           | RI 102 oeste RI 146A east (Victory Highway) | Ruta 146A se une en vía concurrente                                      |
| Providence |          |                           | RI 146A norte (Quaker Highway)              | Ruta 146 sale de la vía concurrente                                      |
| Providence |          |                           | MA 122 (Central Street)                     | Terminal norte de la Ruta 5                                              |